# Amazona martinicana
Amazona martinicana, "martiniqueamazon", är en hypotetisk utdöd fågelart i familjen västpapegojor inom ordningen papegojfåglar.
Fågeln är inte känd från några lämningar utan bara genom reserapporter från ön Martinique i Små Antillerna. Den ska ha liknat rödhalsad amazon (A. arausiaca) från Dominica, nästa större ö norr om Martinique. Det är känt att ursprungsbefolkningen drev handel med papegojor inom Antillerna och det verkar som att martiniqueamazonen var släkt med eller kom ur den rödhalsade amazonen.
Jean-Baptiste Labat beskrev fåglarna 1742 enligt följande: De från Dominica har rött på vingarna, under hakan och i stjärten; resten är grönt. De från Martinique har samma fjäderdräkt som den förra, men huvudets topp är skifferfärgad med en liten mängd rött.
Givet att arten verkligen fanns dog den troligen ut på grund av habitatförlust när Martinique omvandlades för jordbruk. Den har inte setts med säkerhet sedan 1772.
"Guadeloupeamazonen" (A. violacea), även den en hypotetisk art, ska ha förekommit på ön Guadeloupe. Den behandlas ibland som samma art som A. martinicana, men betraktas oftare som en släkting eller synonym med kejsaramazon (Amazona imperialis), den andra Amazona-arten på Dominica.